# Buhösten
Buhösten är en sjö i Bergs kommun i Jämtland och ingår i Ljungans huvudavrinningsområde. Sjön har en area på 0,764 kvadratkilometer och ligger 778,2 meter över havet. Sjön avvattnas av vattendraget Höstan.

## Delavrinningsområde
Buhösten ingår i det delavrinningsområde (698391-138258) som SMHI kallar för Utloppet av Buhösten. Medelhöjden är 833 meter över havet och ytan är 6,21 kvadratkilometer. Räknas de 4 avrinningsområdena uppströms in blir den ackumulerade arean 29,02 kvadratkilometer. Höstan som avvattnar avrinningsområdet har biflödesordning 3, vilket innebär att vattnet flödar genom totalt 3 vattendrag innan det når havet efter 301 kilometer. Avrinningsområdet består mestadels av skog (37 procent) och kalfjäll (45 procent). Avrinningsområdet har 0,77 kvadratkilometer vattenytor vilket ger det en sjöprocent på 12,3 procent.